# Adalbert IV. von Calw
Adalbert IV. von Calw (auch Adalbert IV. von Löwenstein genannt; um 1094; † 17. März nach 1147) war der einzige Sohn Adalberts III. von Calw († 1094) und seiner Gattin Kuniza (Cunizza) von Willsbach. Sein Vater Adalbert III. hat die Burg Löwenstein erbaut und auf dem Heiratsweg große Teile der späteren Grafschaft Löwenstein erworben. Adalbert IV. war Graf von Löwenstein (1125), Graf von Calw (1139–1145) sowie Vogt des Klosters Hirsau.

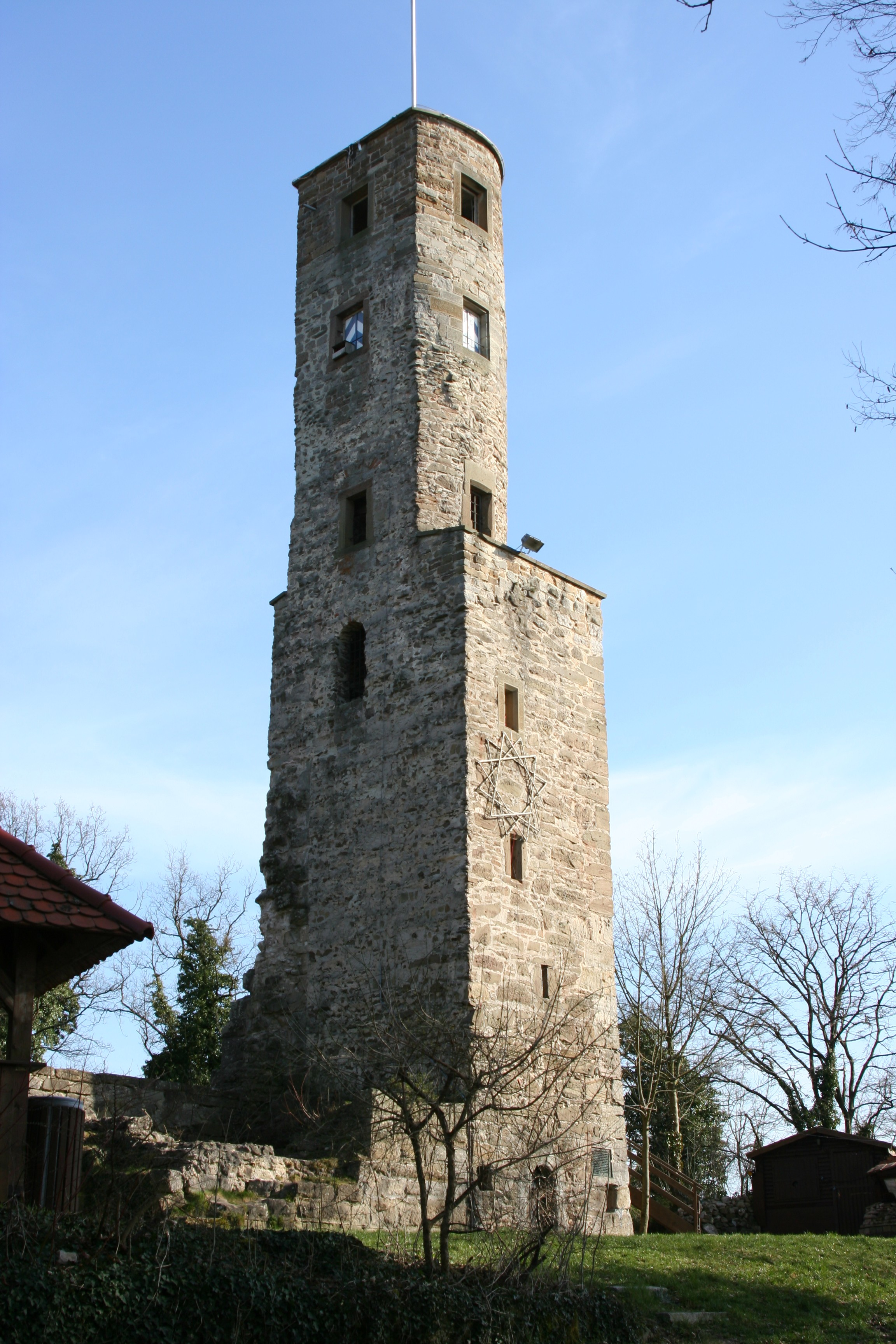
Turm der Ruine Löwenstein

## Leben
Nach dem Tode von Graf Adalbert II. von Calw († 1099) übernahm dessen Sohn Gottfried II. und Bruder von Adalbert III. († um 1131) um 1095 den Großteil des väterlichen Erbes; Adalbert IV. wurde nach dem Tod seines Vaters mit Burg und Grafschaft Löwenstein abgefunden.
Da Gottfried II. († 1131) ohne männlichen Erben verstarb und auch seine Frau Liutgard im gleichen Jahr verschied, ging sein Erbe vorerst an seine Tochter Uta von Schauenburg, wobei ihr Gatte Welf VI. Anspruch auf das Erbe seiner Schwiegereltern erhob. Dies wollte Adalbert IV. von Calw, der Neffe Gottfrieds, nicht akzeptieren und forderte gemäß dem Erbrecht (hereditario iure) die Hälfte der Calwer Besitzmasse. In diese Auseinandersetzung griff auch Konrad von Zähringen, Sohn des Bertold II. von Zähringen, ein und so kam es zur sogenannten Calwer Erbfehde (1131–1133). Konrad von Zähringen belagerte dabei die Schauenburg (1133), Albert IV. eroberte vorerst Calw, die Burg Löwenstein sowie Sindelfingen und verschanzte sich in der Burg Wartenberg, diese wurde aber letztendlich 1132 von Welf VI. zerstört. Albert IV. rief auch die stauferischen Herzöge Friedrich und Konrad um Hilfe, aber die konnten nicht wirklich helfen. So scheiterte der Versuch Adalberts letztlich, im Kampf sein Recht zu bekommen, an der Überlegenheit der Welfen. Der Konflikt endete schließlich mit der freiwilligen Unterwerfung Adalberts; immerhin konnte er seine bisherigen Güter (Calw, Vogtei über Kloster Hirsau) zurückbekommen und wurde zudem von Welf VI. mit einem Teil der Calwer Erbschaft (Burg Calw und einigen Dörfern) belehnt. Das Gros der Hinterlassenschaft Gottfrieds ging jedoch in den Besitz des Welf VI. über. Die Aktionen dieses Adalberts werden als „ein letztes verzweifeltes Aufbäumen einer Adels-Familie (bezeichnet), die es verhindern wollte, dass sie nun unaufhaltsam in die Mittelmäßigkeit absank“.
Adalbert IV. wurde ein Parteigänger der Staufer, er erscheint häufig am Hof von König Konrad (1139, 1140, 1141, 1143, 1144 und 1145) und er beteiligte sich 1140 auch auf stauferischer Seite an der Belagerung der Welfenburg Weinsberg. Auf dem Reichstag zu Speyer um Weihnachten 1146 ist auch die Anwesenheit Adalberts zu vermuten. Nach einer eindringlichen Rede des Bernhard von Clairvaux, hat sich Adalbert IV. vermutlich entschlossen, den König 1147 auf dem Kreuzzug in das Heilige Land zu begleiten.

## Ehe und Nachkommen
Der Name seiner Ehegattin ist nicht bekannt, aber der Ehe entsprossen vier Söhne:
- Adalbert V. Graf von Calw, † 1188
- Berthold Graf von Löwenstein, † 1175
- Gottfried III. Kanoniker zu Speyer, † nach 1140
- Konrad I. Graf von Löwenstein, † 1188